# Thamaga
Thamaga ist eine Stadt in Botswana. Sie liegt im Kweneng District und ist etwa 40 Kilometer westlich von der Hauptstadt Gaborone entfernt. Sie ist über die Fernstraße A10 mit Gaborone und Kanye verbunden.

## Bevölkerungsstatistik
| Jahr | Bevölkerung | Typ          |
| ---- | ----------- | ------------ |
| 1981 | 6.520       | Volkszählung |
| 1991 | 13.026      | Volkszählung |
| 2001 | 18.117      | Volkszählung |
| 2011 | 21.471      | Volkszählung |